# Переменный лад
Переменный лад в русском учении о гармонии — лад тонального типа, в котором функцию основного устоя (тоники) выполняют попеременно разные тоны одного и того же звукоряда, а также лад, звукоряд которого изменяется при одной и той же тонике. Переменный лад — дискуссионная тема музыковедческих исследований.

## Переменность тонального лада
Наиболее распространённый вид переменного лада — параллельно-переменный лад, в котором звукоряды параллельных тональностей (мажора и параллельного минора, либо наоборот) со своими тониками сменяют друг друга. Этот вид переменного лада часто наблюдается в русских народных песнях (например, «Уж ты поле моё», «Ходила младёшенька по борочку»). Ю.Н. Тюлин связывал возникновение переменных ладов с усилением переменных функций аккордов. Согласно теоретическому объяснению переменного лада Б.Л. Яворским, некоторые тоны в одной части ладовой структуры устойчивы, а в другой неустойчивы (по В.А. Цуккерману, «обратимое тяготение»). Использование параллельно-переменного лада у композиторов нередко связано с внедрением модализмов.

## Переменность модального лада
Ю.Н. Холопов расширил (1988) традиционную трактовку переменного лада, полагая ладовую переменность общей особенностью как тональных, так и модальных ладов (в последних для её описания используется термин «метабола»). Переменность в модальных ладах «столь же характеристична, как отклонения и модуляции в тональной гармонии». В качестве примеров переменного модального лада Холопов приводил песнопения григорианского хорала (Dies irae, Te Deum), русскую народную песню («Про Добрыню») и степенный внтифон знаменного распева («Внегда скорбети ми»).
Похожую точку зрения (конспективно) представлял американский исследователь Ховард Хэнсон ещё в 1960 году в книге «Материалы по гармонии в современной музыке». Этот процесс он назвал «модальной модуляцией» (modal modulation).

## Исторические свидетельства
Возможно, первый зафиксированный в истории пример переменного лада описывается в трактате «О музыке» Псевдо-Плутарха (II в. н.э.). Автор трактата сообщает, что знаменитый авлет Сакад Аргосский (VI в. до н.э.) изобрёл трёхчастный ном, в первой части которого использовался дорийский лад, во второй — фригийский, а в третьей — лидийский. В русской теории музыки древнейшее описание переменного лада (без самого этого термина) дал в трактате 1681 г. Николай Дилецкий.